# Comuna Verhnoharasîmivka, Krasnodon
Verhnoharasîmivka (în ucraineană Верхньогарасимівка) este o comună în raionul Krasnodon, regiunea Luhansk, Ucraina, formată din satele Mîkîșivka, Nîjnea Harasîmivka, Verhnoharasîmivka (reședința) și Vlasivka.

## Demografie
Componența lingvistică a comunei Verhnoharasîmivka
     Rusă (94,95%)
     Ucraineană (4,56%)
     Alte limbi (0,48%)
Conform recensământului din 2001, majoritatea populației comunei Verhnoharasîmivka era vorbitoare de rusă (94,95%), existând în minoritate și vorbitori de ucraineană (4,56%).